# 佐和田町

佐渡島における平成の大合併の地図。

佐和田町（さわたまち）は、かつて新潟県佐渡郡に属していた町。佐渡島内の陸上交通の要衝であり、経済の中心のひとつであった。2004年（平成16年）3月1日、佐渡地方全域の合併で佐渡市が発足し、佐和田町は廃止された。
地元では「さわだ」と濁って発音されることも多く、店名などで「さわだ」の表現が使用されることも見られる。

## 地理
国仲平野の西部に位置しており、真野湾に面していた。沿岸部には真野新町から沢根に至る八幡砂丘が広がる。町域の北西部は大佐渡山地の一部であり、鶴子銀山があった。
- 河川：国府川、石田川、荒町川
- 湖沼・ダム：乙和池、佐和田ダム

### 隣接していた自治体
- 相川町、金井町、真野町

## 歴史
町の中心である河原田は中世の河原田城の城下町を起源としており、近世には相川と小木を結ぶ金銀輸送ルート「相川往還」と両津への街道が分岐する交通の要衝として発展し、相川に次ぐ商業の集積地となっていた。

### 年表
佐和田町発足前
- 1889年（明治22年）4月1日
  - 沢根町と沢根村が合併して雑太郡（さわたぐん）沢根町村が発足。
  - 五十里村、五十里籠町、五十里炭屋町が合併して、雑太郡五十里町が発足。
  - 川原田町と川原田諏訪町が合併して、雑太郡川原田町が発足。
  - 八幡村、八幡町、八幡新町が合併して、雑太郡八幡村が発足。
  - 二宮村、真光寺村、上長木村、下長木村、上矢馳村、石田村、市野沢村、中原村が合併して、雑太郡二宮村が発足。
  - 窪田村、青野村、山田村が合併して、雑太郡野田村が発足。
- 1896年（明治29年）4月1日 - 雑太郡が佐渡島内の各郡と統合し佐渡郡となる。
- 1898年（明治31年）9月9日 - 川原田町が河原田町に改称。
- 1901年（明治34年）11月1日 - 沢根町村と五十里町が合併して、沢根町が発足。
- 1902年（明治35年）4月1日 - 二宮村と野田村が合併して、二宮村が発足。

佐和田町発足後
- 1954年（昭和29年）7月20日 - 沢根町、河原田町、二宮村、八幡村が合併して、佐和田町が発足。町名は上記の雑太郡に由来する。
- 1974年（昭和49年） - 町長選挙後、1票差で敗れた側が新潟県選挙管理委員会へ票の調査を訴える。無効票の調査を行った結果、逆転裁決が行われ当選が無効となった[4]。

平成の大合併
- 2001年（平成13年6月 - 佐渡市町村合併検討協議会に参加。
- 2002年（平成14年）8月 - 両津市に次ぐ人口規模であったことから、市役所を佐和田町内に置くことを要求。しかし協議会で却下され、市庁舎を島の中央部の金井町へ建設することが決まったことから協議会を離脱。
- 2003年1月（平成15年） - 佐和田町を除く9市町村で法定協議会が再設置。混乱の責任を取り町長が辞職。後任の町長の下、住民投票を経て協議会に合流する。
- 2004年（平成16年）3月1日 - 両津市、相川町、佐和田町、金井町、新穂村、畑野町、真野町、小木町、羽茂町、赤泊村が合併して、佐渡市が発足[5]。同日佐和田町廃止。

## 行政
- 町長: 中川修

## 経済

### 第一次産業
- 農業
  - 水稲が主で、他に大豆、野菜が作られた。
- 漁業
  - カキが養殖された。

### 第三次産業
片持ち式アーケードが架かる商店街が河原田にあるほか、ロードサイド型の店舗が集積しており、島内のスーパーマーケットのほか大手資本チェーン店等が数多く並ぶ。
1999年の調査では常住地における購買率が佐渡島内10市町村で最高であり、購買力の流出が最も小さかった。島内全域から佐和田町に買い物客が訪れていた。
昭和30年代には映画館の入江座があった。

## 教育

### 高等学校
- 新潟県立佐渡高等学校

### 中学校
- 佐和田町立佐和田中学校

### 小学校
- 佐和田町立沢根小学校
- 佐和田町立河原田小学校
- 佐和田町立八幡小学校
- 佐和田町立二宮小学校

## 施設
- 佐渡中央文化会館（アミューズメント佐渡）[8]

## 交通
町内には新潟交通佐渡の本社を兼ねるバスターミナル「佐和田バスステーション」があり、各方面のバスが集結する場となっていた。

### 道路
国道350号が、北東の金井町から入って海岸で南東方向に曲がり、真野町へ抜けた。西の相川町にも道路が通じた。町の西の境を走る大佐渡スカイラインは、金井町と相川町を結んでいた。
- 国道
  - 国道350号
- 主要地方道
  - 新潟県道31号相川佐和田線
  - 新潟県道45号佐渡一周線

## 名所・旧跡・観光スポット・祭事・催事
- 佐渡博物館
- 鶴子鉱山坑道跡
- 日蓮史跡
  - 妙照寺
  - 実相寺
- 二宮神社
- 乙和池
- 佐和田海水浴場
- オートパークさわた
- 窪田キャンプ場
- 佐和田温泉

## 出身有名人
- 佐々木象堂 - 美術家・鋳金師。人間国宝
- 関川秀雄 - 映画監督。